# Cmentarz rzymskokatolicki w Kole

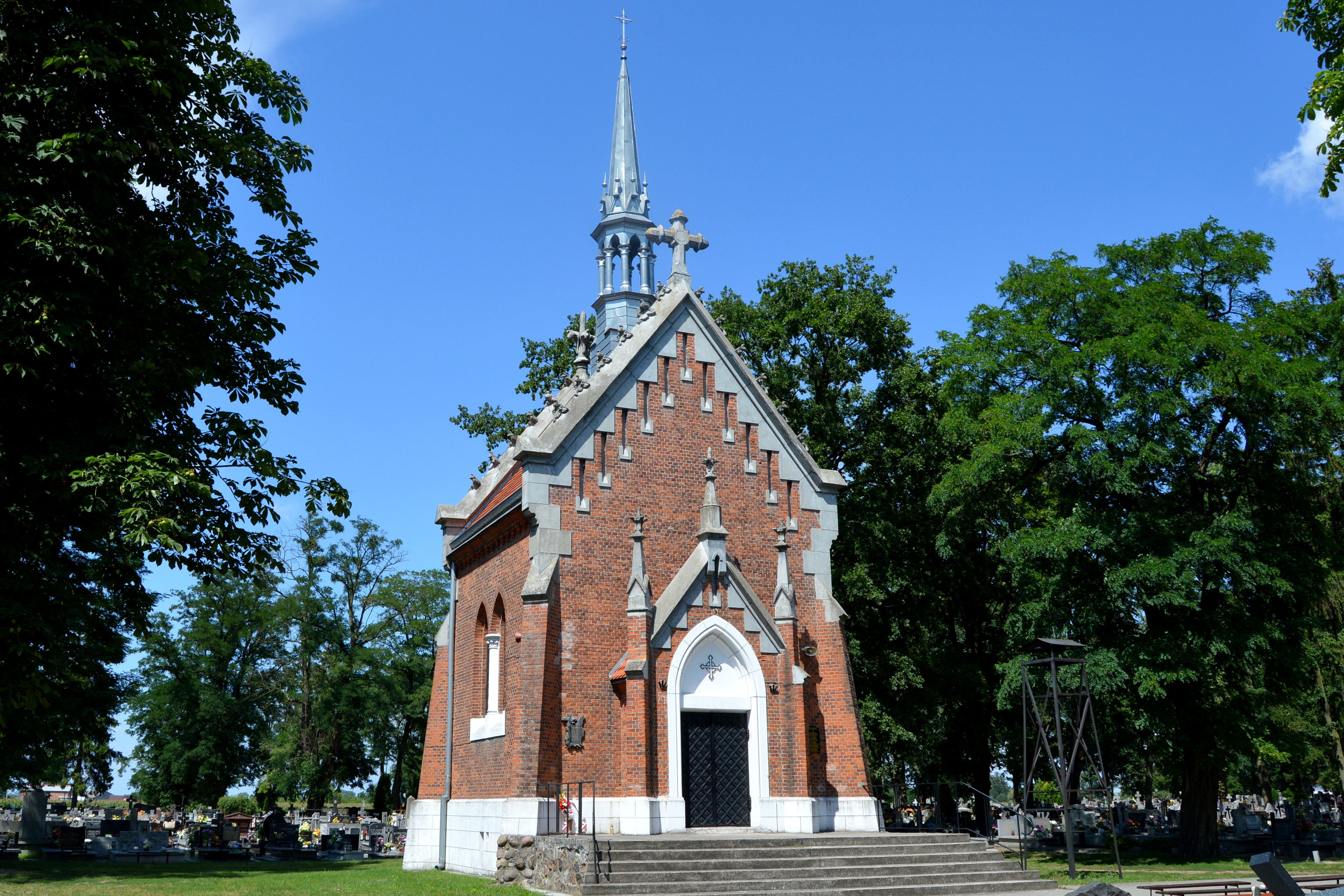
Kaplica cmentarna Przemienienia Pańskiego

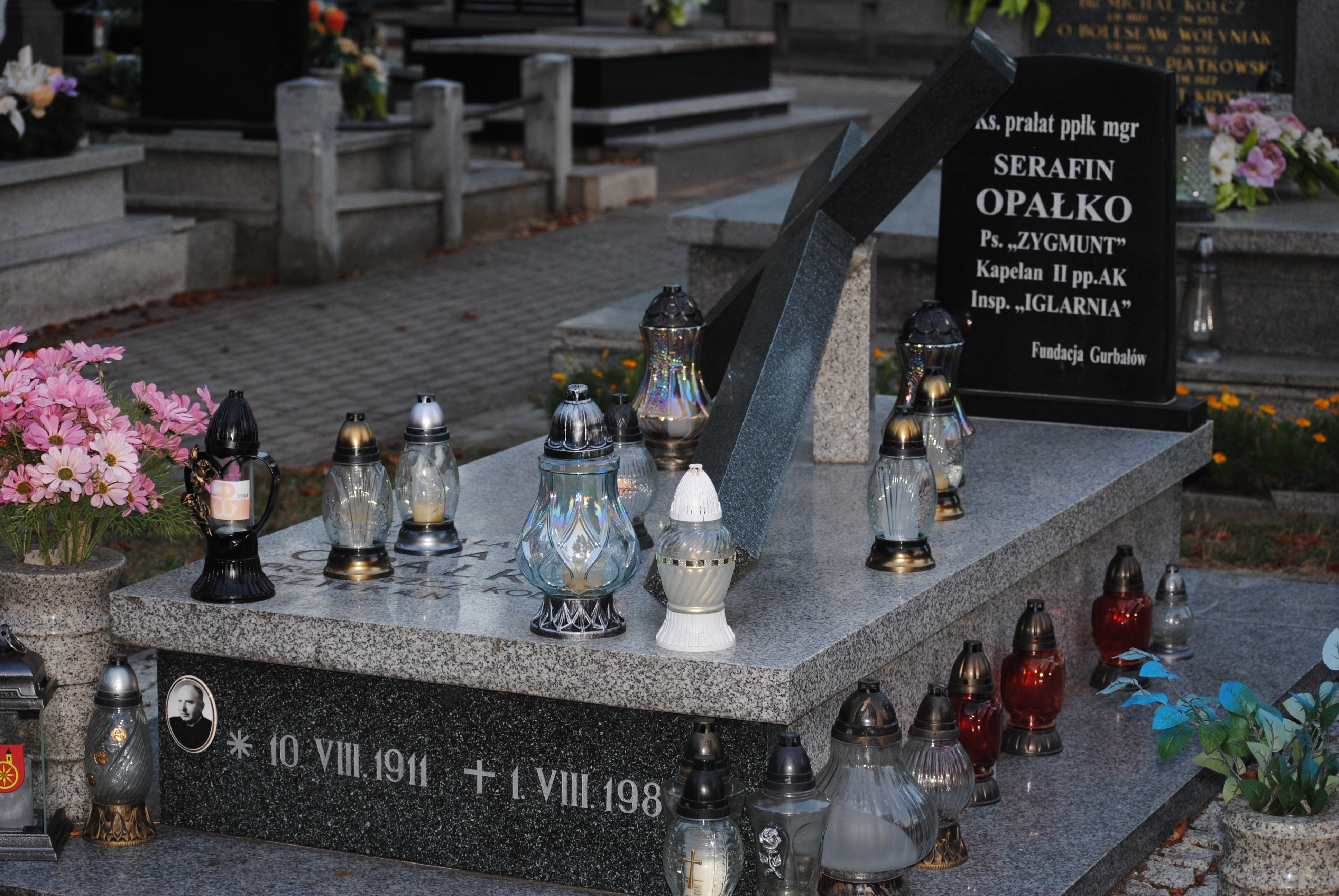
Nagrobek ks. Serafina Opałko

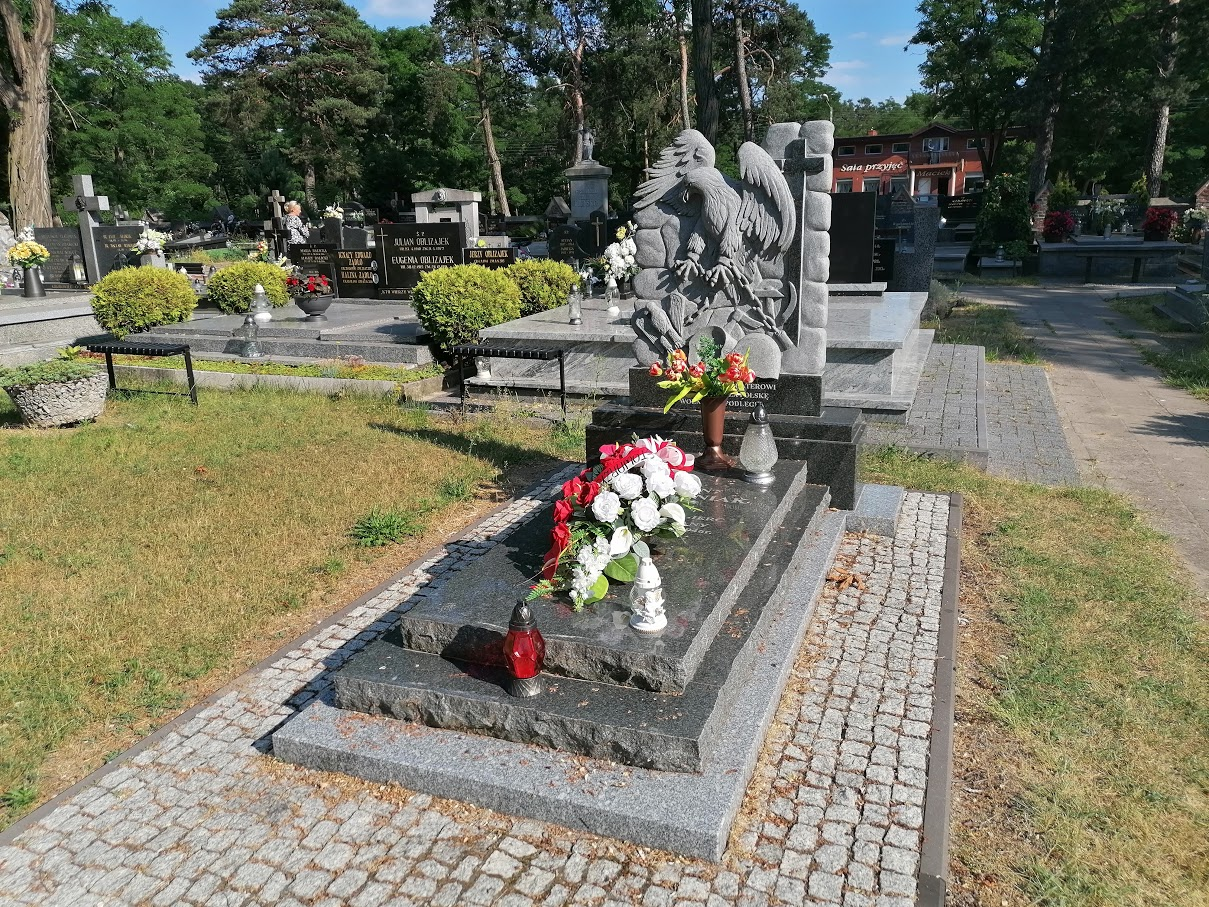
Grób podporucznika Zygmunta Wawrzyniaka ps. „Sęp”

Cmentarz rzymskokatolicki w Kole (dawniej: cmentarz św. Wawrzyńca) – największa nekropolia w Kole. Swoją historią sięga drugiej połowy XIX wieku. Na cmentarzu znajduje się neogotycka kaplica Przemienienia Pańskiego. Położony jest na terenie osiedla Przedmieście Kaliskie.

## Historia
Dokładna data założenia cmentarza parafialnego w Kole jest trudna do ustalenia. W 1540, dekretem arcybiskupa gnieźnieńskiego Jana Latalskiego, inkorporowano do kościoła parafialnego drewniany kościół Świętego Wawrzyńca, stojący przy drodze do Kościelca, prawdopodobnie na terenie dzisiejszego cmentarza. W nim odprawiali nabożeństwa kolscy mansjonarze. Nieznana jest jednak ani dokładnej daty powstania tej świątyni, ani nazwisko jej fundatora W 1606 nuncjusz apostolski Klaudiusz Rangoni nadał kaplicy odpusty oraz zezwolenie na organizację procesji w określone święta. Z wizytacji kanonicznej przeprowadzonej w 1608 r. wynika, że była to budowla o wymiarach: chór duży mający 15 łokci szerokości i 20 łokci długości, chór mały – szeroki na 10 i długi na 12 łokci. Posiadała jeden ołtarz niekonsekrowany, nad którym wisiało kilka obrazów. Wszystkie niezbędne do sprawowania nabożeństw parametry przynoszono z kościoła parafialnego. 
W dokumentach wizytacji z lat 1790–1791 pojawił się już bardziej szczegółowy opis kościółka. Znajdowały się w nim trzy ołtarze. W głównym umieszczono obrazy: św. Wawrzyńca i św. Józefa. W drugim, znajdującym się od strony Ewangelii obraz Matki Boskiej. W trzecim, od strony Epistoły obraz św. Franciszka Serafickiego. Do zakrystii prowadziły drzwi drewniane obite blachą. Na stronie Epistoły znajdowała się drewniana ambona. Również drewniany był mały chórek, wsparty na dwóch słupach. Na wyposażeniu kaplicy znajdowało się ponadto sześć ławek. W jej pobliżu stał drewniany domek, w którym zamieszkiwali eremici. W pierwszą niedzielę po święcie św. Bartłomieja (24 sierpnia) obchodzono pamiątkę poświęcenia świątyni.
W wyniku drugiego rozbioru Polski Koło znalazło się w zaborze pruskim. W mieście wprowadzono nowe porządki sanitarne, które między innymi zabraniały pochówków na terenie przykościelnym. Odtąd cmentarz Świętego Wawrzyńca stał się cmentarzem parafialnym. Z powodu braku środków finansowych proboszczowie kolscy nie byli w stanie utrzymać kościółka i cmentarza w należytym stanie.
W 1809 burmistrz Żychliński wzywał proboszcza Marcina Szremowicza do wydania kluczy do kościółka św. Wawrzyńca, który miał zostać przeznaczony na skład siana. Władze miasta ponownie zażądały wydania kluczy do kościoła w 1813. Około 1811 w kościele św. Wawrzyńca zaprzestano odprawiania nabożeństw, a najprawdopodobniej jeszcze przed 1827 został on rozebrany.
W XIX wieku powierzchnia cmentarza powiększała się. Oprócz zwykłych parafian chowani byli na nim kapłani i osoby konsekrowane, powstańcy, burmistrzowie, członkowie władz miejskich, osoby zasłużone dla społeczności lokalnej.
W 1874 r. za probostwa księdza kanonika Ignacego Górskiego ogrodzono cmentarz parkanem. Staraniem kolejnego proboszcza, księdza kanonika Edwarda Narkiewicza ukończono budowę nowej neogotyckiej kaplicy cmentarnej pod wezwaniem Przemienienia Pańskiego, którą poświęcono 9 sierpnia 1908 roku.
2 września 1939 r. samoloty niemieckie zbombardowały stojący na dworcu kolejowym w Kole pociąg z ludnością polską ewakuowaną z Krotoszyna, Leszna i Jarocina. Na skutek bombardowania zginęło ponad 200 osób. Ofiary nalotu pochowano na kolskim cmentarzu w zbiorowej mogile. Podczas II wojny światowej w grobowcach na cmentarzu ukrywano broń, zakazane dla Polaków rowery i często także ludzi uciekających przed okupantem. 
W trakcie okupacji kaplica cmentarna została lekko uszkodzona, ale w 1946 dokonano jej pełnej restauracji. 29 maja 1946 pod parkanem cmentarnym rozstrzelano podporucznika Zygmunta Wawrzyniaka ps. „Sęp”, partyzanta antykomunistycznego i dowódcę grupy działającej w powiecie kolskim.
Z końcem lat 60. XX wieku, staraniem ks. Serafina Opałko przeprowadzono generalny remont kaplicy. Od 1997 r. trwały gruntowne prace remontowe na cmentarzu. Wybrukowano alejki oraz poddano konserwacji parkanu okalający nekropolię. W 2013 r. wymieniono dach i wieżę na kaplicy cmentarnej, a 2 września 2014 r. odsłonięto nowy pomnik ofiar nalotu z 1939 r.
Na cmentarzu spoczywają m.in.:
- Kazimierz Unrug (1863) – bliski współpracownik pułkownika Edmunda Taczanowskiego dowódcy powstańczych oddziałów z Wielkopolski
- ks. kanonik Ignacy Górski (1887) – proboszcz kolski
- ks. kanonik Edward Narkiewicz (1911) – proboszcz kolski, budowniczy kaplicy cmentarnej
- ks. kanonik Wojciech Gniazdowski (1929) – proboszcz kolski
- Henryk Fiałkowski (1929) – lekarz i działacz społeczny
- Władysław Klimaszewski (1929) – burmistrz Koła, działacz społeczny i niepodległościowy
- Czesław Freudenreich (1939) – kolski społecznik, grób symboliczny
- Zygmunt Wawrzyniak ps. „Sęp” (1946, ekshumacja i ponowny pochówek w 2016) – podporucznik Armii Krajowej, partyzant antykomunistyczny
- Piotr Wojciechowski (1948) – burmistrz Koła, farmaceuta
- Leonard Zuchowicz (1951) – wieloletni kolski lekarz ginekolog
- ks. kanonik Stanisław Śmietanko (1952) – proboszcz kolski
- Kazimierz Bigda (1962) – wojskowy i urzędnik, kawaler Orderu Virtuti Militari
- Franciszek Popielewski (1970) – powstaniec wielkopolski, kawaler Orderu Virtuti Militari
- Leszek Głowiński (1971) – dziennikarz
- Bernard Draheim (1972) – lekarz i działacz społeczny
- Bernard Busza (1980) – chirurg i podporucznik WP
- Jan Oliskiewicz (1984) – działacz komunistyczny, poseł na Sejm PRL
- ks. prałat Serafin Opałko (1986) – podpułkownik Wojska Polskiego, kapelan Armii Krajowej, żołnierz powstania warszawskiego, proboszcz kolski, kawaler Orderu Virtuti Militari
- Wiktor Graczyk (1986) – działacz związkowy, burmistrz Koła, przewodniczący Prezydium Miejskiej Rady Narodowej w Kole
- Ryszard Malczewski (1986) – pilot wojskowy, kawaler Orderu Virtuti Militari
- Bohdan Hellich (1991) – aptekarz, działacz niepodległościowy
- Stanisław Wilk (1991) – działacz związkowy i komunistyczny, I sekretarz Komitetu Miejskiego PZPR w Kole
- Jacek Bąkowski (1995) – lekarz pediatra i podróżnik
- Józef Stanisław Mujta (2015) – regionalista, historyk i nauczyciel

## Stan obecny
Kolska nekropolia założona jest na planie prostokąta, z regularnym układem krzyżujących się alejek. Większość mogił i nagrobków ustawionych jest wzdłuż osi północ – południe. Zdecydowanie najwięcej nagrobków pochodzi z lat powojennych i nie przedstawia większej wartości historyczno-artystycznej. Zachowało się jednak kilkadziesiąt obiektów z drugiej połowy XIX i pierwszej połowy XX wieku. Większość z nich znajduje się przy alejce prowadzącej od bramy oraz przy dwóch prostopadłych do niej alejkach, wzdłuż południowej granicy cmentarza. Najstarszy pochówek, opatrzony datą 1866 rok, znajduje się przy alejce prowadzącej od bramy w kierunku północnym, po jej wschodniej stronie – jest nim płyta nagrobna wykonana z piaskowca dla Augusta Maciejowskiego, burmistrza Koła.
Charakter i style budowli grobowych z I połowy XX wieku znacznie różnią się między sobą. Obiekty z początku stulecia stylistycznie nawiązują bowiem do form XIX – wiecznych.
Na cmentarzu pochowana jest również rodzina Freudenreichów, właścicieli Fabryki Fajansu w Kole, najstarszej z istniejących wówczas w kraju fabryk fajansu. O wszystkich wybitnych osobistościach pochowanych tutaj informuje tablica umieszczona przy głównej bramie.
Cmentarz zajmuje powierzchnię 3,46 hektara. Jego właścicielem jest Kuria Diecezjalna we Włocławku, a użytkownikiem parafia Podwyższenia Krzyża Świętego w Kole.
Należy dodać, że drugi kolski cmentarz – komunalny – położony jest 3 km od centrum miasta, w miejscowości Leśnica, przy drodze do Grzegorzewa.